# William Baffin
William Baffin (n. 1584, Londra - d. 23 ianuarie 1622, insula Qishm, Ormuz) a fost navigator și explorator arctic englez, cunoscut mai ales datorită expedițiilor întreprinse în zona arctică.

## Expediții
Participă ca matelot la expediția condusă de James Hall în căutarea Pasajului de Nord-Vest și în 1612 ajunge pe coasta vestică a Groenlandei.. Deși era doar simplu matelot, la întoarcere întocmește o amănunțită relatare a expediției, în care descrie și o metodă pentru calculul longitudinii pe baza poziției stelelor.
În 1613 intră în serviciul "Companiei moscovite". Ia parte la expedițiile lui Hudson cu același scop: Pasajul de nord-vest.
În 1615, fiind pilot pe nava "Discovery", în expediția condusă de Robert Bylot, organizată de Compania neguțătorilor din Londra care au găsit drumul spre Nord-Vest, determină poziția insulei Resolution, descoperă arhipelagul Savage și insula Mill. Neputând continua drumul datorită ghețarilor, se înapoiază la Plymouth fără să găsească trecerea prin Nordul Americii spre China.
În 1616 participă la o a doua expediție sub comanda aceluiași R. Bylot. Descoperă coasta vestică a Groenandei apoi insula Carey, peninsula Hayes. Pe 5 iulie 1616, ei ajung în cel mai nordic punct atins vreodată până atunci.
Golful Baffin și insula Baffin poartă numele său, ca semn de onoare pentru contribuțiile lui William Baffin.